# آرثر فروثينغهام
آرثر فروثينغهام (بالإنجليزية: Arthur Frothingham)‏ هو عالم إنسان أمريكي، ولد في 21 يونيو 1859 في بوسطن في الولايات المتحدة، وتوفي في 28 يوليو 1923 في نيويورك في الولايات المتحدة.